# Rosa uniflorella
Rosa uniflorella là loài thực vật có hoa trong họ Hoa hồng. Loài này được Buzunova miêu tả khoa học đầu tiên năm 1994.